# Montezuma (Minas Gerais)
Pour les articles homonymes, voir Montezuma.
Montezuma est une municipalité brésilienne de l'État du Minas Gerais et la microrégion de Salinas.